# Boterydsjön
 Boterydsjön är en sjö i Mjölby kommun i Östergötland och ingår i Motala ströms huvudavrinningsområde. Sjöns area är 0,016 kvadratkilometer och den är belägen 142,5 meter över havet.